# Университет штата Калифорния в Сан-Хосе
Университет штата Калифорния в Сан-Хосе (англ. San Jose State University) — общественный университет США, расположенный в центре города Сан-Хосе, штата Калифорния. Одно из 23-х отделений системы Университета штата Калифорния.
В университете обучаются около 27 000 студентов по 130 образовательным программам.
Старейшее государственное высшее учебное заведение на западном побережье США и первое отделение системы Университета штата Калифорния. В его состав входит старейшая кафедра уголовного права Америки.